# بحزینا
بحزینا (به عربی: بحزینا) یک روستا در سوریه است که در استان حمص واقع شده‌است. بحزینا ۵۸۶ نفر جمعیت دارد.